# Else Platform
Else Platform är en platå i Antarktis. Den ligger i Östantarktis. Australien gör anspråk på området. Else Platform ligger vid sjöarna  Chistoe, ozero och Melkoe.